# آلبرت سیدنی جانستون
 آلبرت سیدنی جانستون (انگلیسی: Albert Sidney Johnston؛ ۲ فوریهٔ ۱۸۰۳ – ۶ آوریل ۱۸۶۲) یک فرد نظامی اهل ایالات متحده آمریکا بود.